# Нойброннер, Юлиус Густав
Юлиус Густав Нойброннер (нем. Julius Gustav Neubronner, 8 февраля 1852, Кронберг, Германия, герцогство Нассау — 17 апреля 1932) — немецкий аптекарь, изобретатель, основатель компании, пионер в области любительской фотографии и кино. Один из династии аптекарей в Кронберге. Является изобретателем голубиной фотосъёмки. Был одним из первых кинолюбителей в Германии, основал завод по производству клейкой ленты.

## Родители
Династия Нойброннеров жила в Кронберге. Христиан Нойброннер основал аптеку в 1808 году. В 1844 году аптека перешла к его сыну Георгу Вильгельму Нойброннеру (1813—1894), отцу Юлиуса и давнему другу художника Антона Бюргера. Во время революции 1848 года он руководил местным отрядом милиции. Жена Вильгельма и мать Юлиуса происходит из династии актёров Лоу. Её сестра была известной певицей Софи Лоу.

## Молодые годы

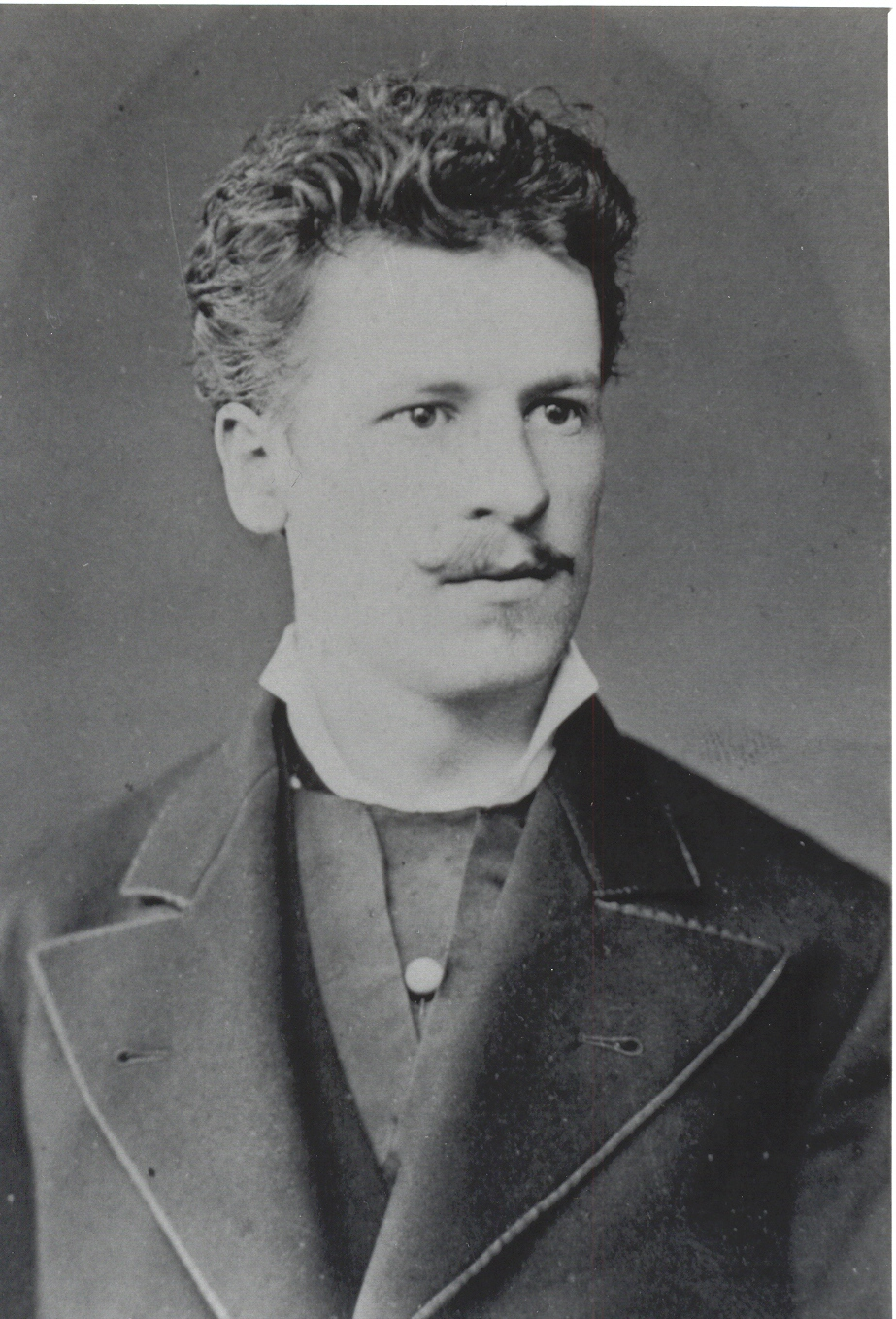
Юлиус Нойброннер во время учёбы в Гиссене (1877 год)

С юности, Юлиус Нойброннер был страстным фотографом-любителем. В 1865 году он нашёл камеру системы Тальбота которую отец изготовил сам вскоре после изобретения фотографии. Многие эксперименты с устаревшей камерой не удавались, и вместе с другом мальчик тайно купил другую камеру в кредит.
Нойброннер получил начальное образование на дому, вместе с двумя сёстрами. В 1864 году он уезжает к крёстному отцу Юлиусу Лоу во Франкфурт и поступает в гимназию. Через три года он переезжает в Вайльбург, где получает сертификат о среднем образовании. После года обучения в аптеке своего отца он поступает в Королевскую реальную гимназию в Висбадене. В 1873 году он закончил своё обучение в качестве помощника аптекаря в Берлине, затем три года проходит практику в аптеках Бендорфа, Франкфурта, Ганноверш-Мюндена и Ньона. В Ньоне он познакомился со стереофотографией.
С 1876 года Нойброннер изучает фармакологию в Гиссене. После сдачи экзаменов в 1877 году, он изучает химию в Берлине в 1878 году, затем в Гейдельбергском университете, где и получает докторскую степень в 1879 году.

## Аптека и фабрика

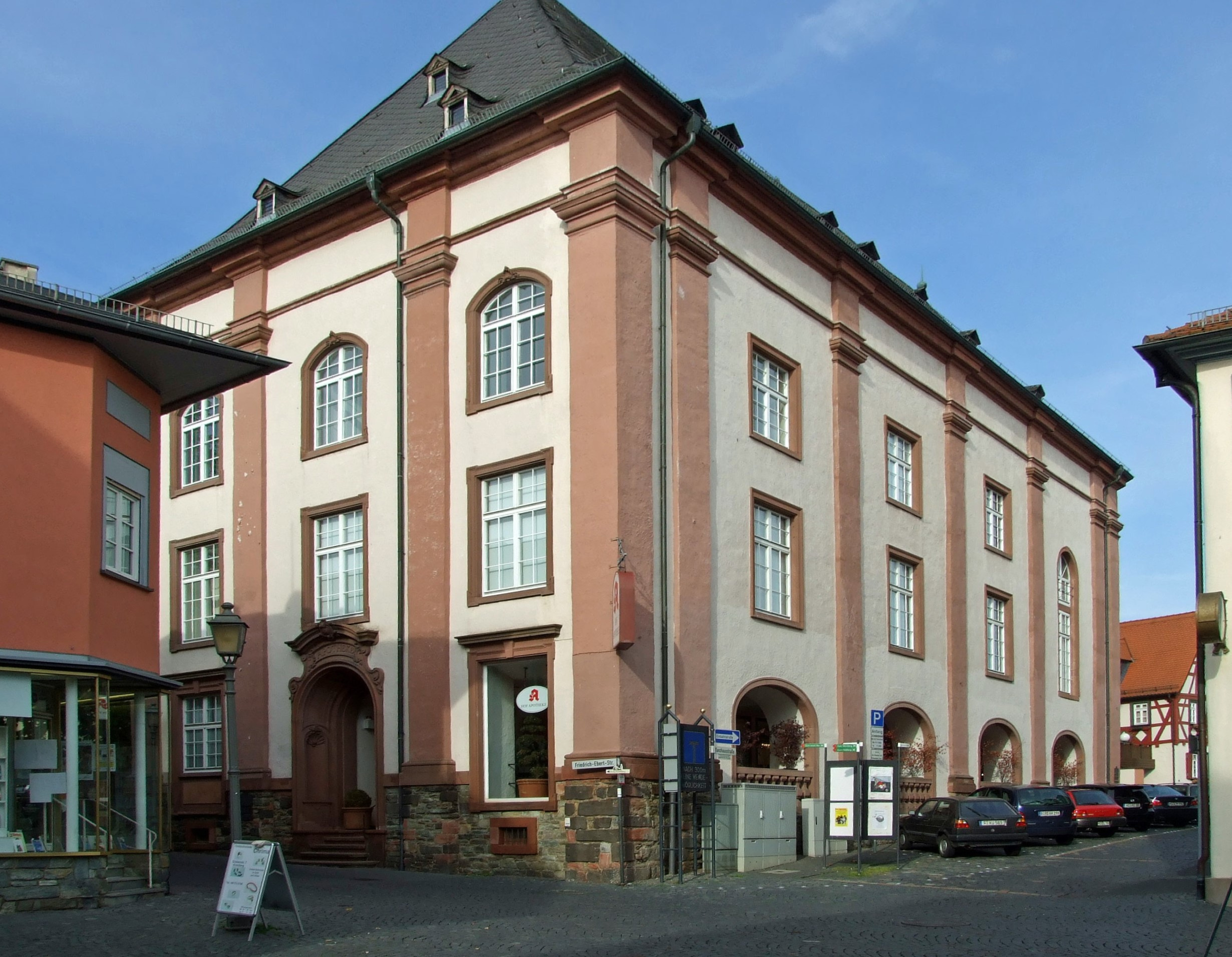
Streitkirche в Кронберге

В 1886 году Юлиус Нойброннер принял руководство аптекой своего отца в Кронберге. В 1887 году он приобрёл историческое здание, известное как «спорная церковь» (нем. «Streitkirche»). Изначально здание строилось, как католическая церковь в протестантском Кронберге, но из-за конфликта церковь так и не открыли. Позже здание использовалось как гостиница. После необходимой перестройки, семья и аптека переехали на новое место в 1891 году.
В 1888 году (год трёх императоров) после смерти императора Фридриха III, его вдова королева Виктория, построила для себя вблизи Кронберга замок «Friedrichshof». В это время Юлиусу Нойброннеру было присвоено звание придворного аптекаря.
Отец Юлиуса Вильгельм использовал голубиную почту для быстрой доставки лекарств, но позже прекратил эту практику, когда в соседних сёлах были открыты свои аптеки. Вдохновлённый газетной заметкой, в 1902 году описывающей аналогичную практику аптекаря в Бостоне, Юлиус возобновил и даже расширил подобную практику. С помощью почтовых голубей, он получал химические вещества весом до 75 грамм от оптового поставщика во Франкфурте и доставлял лекарства в санаторий в «Falkenstein», находящийся, в расположенном неподалёку Кёнигштайне. Позже, известный санаторий, основанный в 1876 году, был преобразован в дом отдыха для офицеров.
Между 1903 и 1920 годами Нойброннер снял несколько любительских кинофильмов, которые в 1994 и 1996 годах были восстановлены немецким музеем кино (нем. «Deutsches Filmmuseum»), в настоящее время они опубликованы на YouTube. Трудоёмкий процесс склеивания стеклянных слайдов для презентаций вдохновил на изобретение клейкой бумажной ленты, которую он запатентовал. Для производства и сбыта этой ленты он основал в 1905 году «Fabrik für Trockenklebematerial» . Под названием «Neubronner GmbH & Co. KG» она существует до настоящего времени и имеет в своём штате около 80 человек.

## Голубиная фотосъёмка

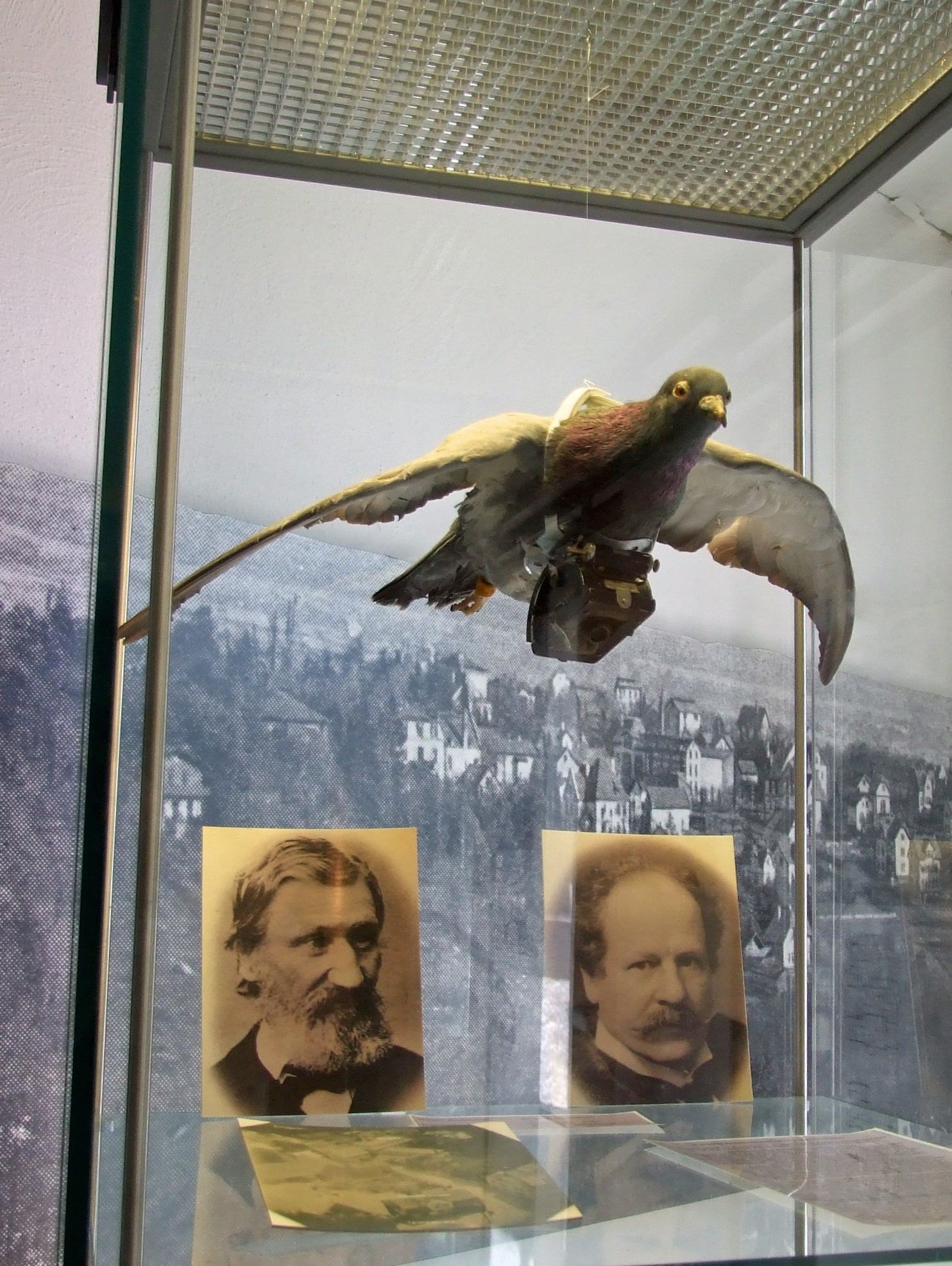
Экспонат городского музея в Кронберге

В декабре 1908 года Нойброннер запатентовал своё изобретение: «Способ и средства для фотографирования пейзажей сверху» — аэрофотосъёмку с помощью специальных компактных фотоаппаратов, закрепляемых на груди голубей. Изобретение принесло ему международную известность после того, как он представил его публике на международных выставках в Дрездене, Франкфурте и Париже в 1909—1911 годах. Зрители на выставке в Дрездене могли наблюдать за прибытием голубей с камерами, негативы немедленно проявлялись, и с них печатались открытки, которые можно было приобрести. В 1910 и 1911 году Нойброннер на Парижском авиашоу получил две золотые медали за свой метод и фотографии. Изобретение использовалось для ведения воздушной разведки во время Первой мировой войны и позже, но, кроме почётного диплома и упоминания имени Юлиуса Нойбронера в энциклопедиях, оно принесло своему автору только расходы.

## Семья
В 1886 году Юлиус Нойбронер женился на Шарлотте Штебель (нем. Charlotte Stiebel) (1865—1924). Её отец Фриц Штебель (нем. Fritz Stiebel) (1824—1902) был известным врачом Франкфурта. Дед по материнской линии Жак Рейсс (1807—1887), был меценатом, почётным гражданином Кронберга и основателем Кронбергского железнодорожного общества (нем. Cronberger Eisenbahn-Gesellschaft).
Как и отец, Юлиус был другом и спонсором Кронбергской общины художников, известной, как «Kronberger Malerkolonie», чей музей в настоящее время находится на первом этаже его дома. В 1907 году он вступил в Зенкенбергское общество исследователей природы
После смерти Юлиуса в 1932 году, аптекой владели ещё два поколения Нойброннеров. Сначала ею владел сын Юлиуса Вильгельм, автор книги об айсштоке, принимавший активное участие в местных и национальных видах спорта. После его смерти в 1972 году, его сын Курт-Хайнц Нойброннер стал владельцем аптеки, но в 1995 году он её продал.
Завод по производству клейкой ленты был передан младшему сыну Юлиуса Карлу Нойброннеру (13 января 1896 — 19 ноября 1997 года), который руководил им в течение 70 лет. В 1957 году он получил Крест за заслуги перед Германией (1-го класса). В 1966 году он сделал сотрудников завода совладельцами доли прибыли. Карл Нойброннер также известен своими экспериментами в области авиамоделирования. В 16 лет он разработал ракетоплан, разрабатывал ракеты и реактивные модели самолётов. Национальный клуб авиамоделистов присуждает ежегодные премии имени Карла Нойброннера. В 1984 году он стал почётным гражданином Кронберга. Карл является основателем фонда поддержки спорта в Кронберге. Вместе со своей женой Эрикой в апреле 1997 года основал фонд социальной поддержки Эрики и Карла Нойброннера.